# Suoidea
Suoidea – nadrodzina ssaków z podrzędu świniokształtnych (Suina) w obrębie rzędu parzystokopytnych (Atriodactyla).

## Podział systematyczny
Do nadrodziny należą dwie występujące współcześnie rodziny:
- Suidae J.E. Gray, 1821 – świniowate
- Tayassuidae T.S. Palmer, 1897 – pekariowate

Opisano również rodziny wymarłe:
- Doliochoeridae Simpson, 1945
- Palaeochoeridae W.D. Matthew, 1924
- Sanitheriidae Simpson, 1945
- Schizoporcidae Van der Made, 2010
- Siderochoeridae Pickford, 2017

Rodzaje wymarłe o statusie incertae sedis:
- Egatochoerus Ducrocq, 1994[8] – jedynym przedstawicielem był Egatochoerus jaegeri Ducrocq, 1994
- Siamochoerus Ducrocq, Chaimanee, Suteethorn & J.-J. Jaeger, 1998[9]